# Juillet 1840

## Événements

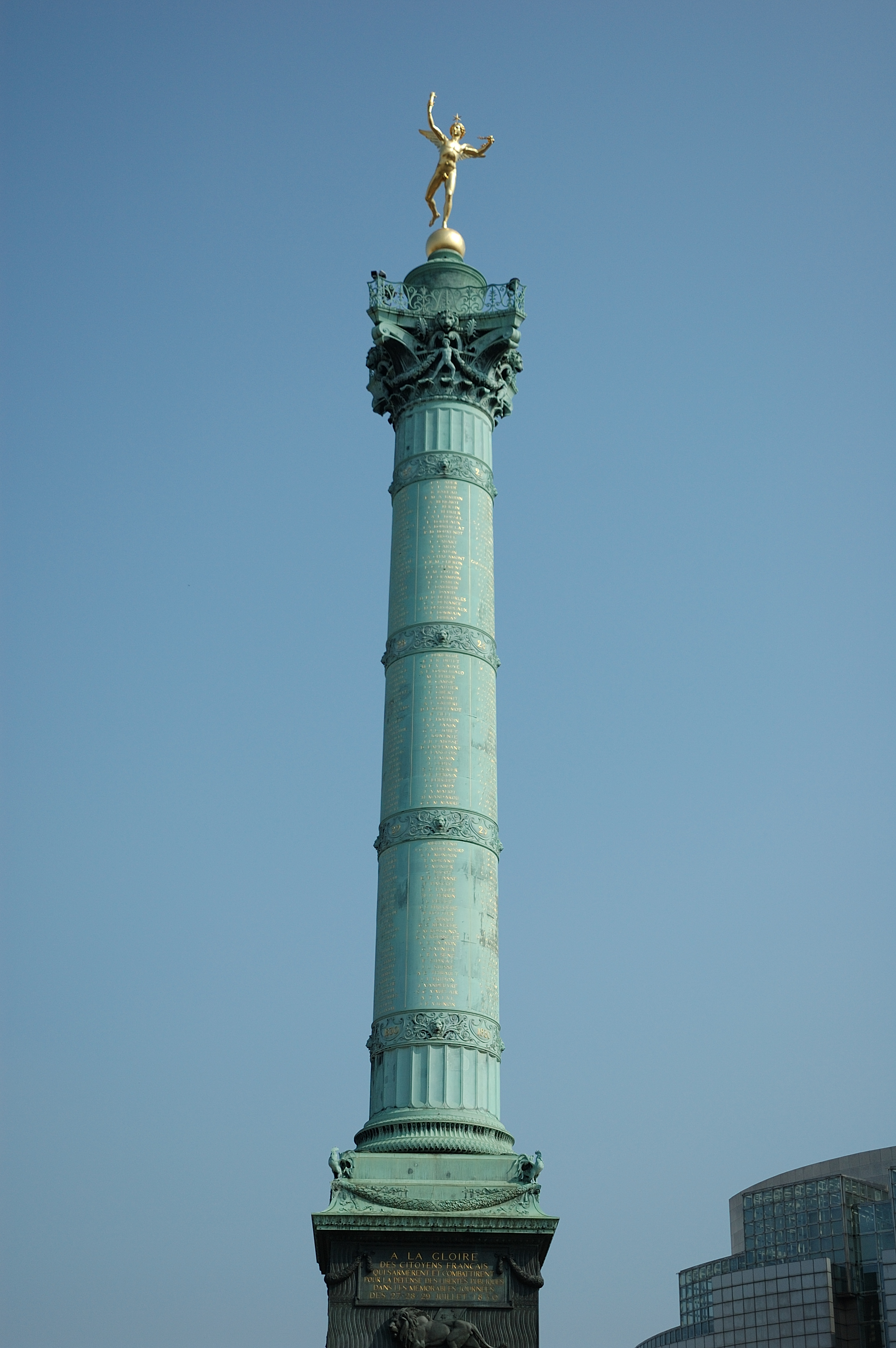
Colonne de Juillet sur la place de la Bastille à Paris

- Lin Zexu fait renforcer les fortifications de Humen et recrute de nouveaux combattants parmi les pécheurs.

- 3 juillet : France : loi sur les sucres.

- 4 juillet : premier voyage du vapeur Britannia, de la Cunard Line entre Liverpool et Boston via Halifax. C'est le premier transport transatlantique de passagers sur un bateau à vapeur.

- 7 juillet : accord entre la France et l’Angleterre qui retire la concession d’exploitation des soufres de Sicile à la compagnie marseillaise Taix Aycard, et la rétablit aux entreprises anglaises présentes auparavant ; c'est la fin de la Question des soufres
- 7 juillet : départ de la frégate Belle Poule depuis le port de Toulon, commandée par le prince de Joinville, dans le cadre du Retour des cendres de Napoléon Ier

- 15 juillet : traité de Londres pour la pacification du Levant. Il confirme la concession de l’Égypte à Méhémet Ali à titre héréditaire ; Méhémet Ali reçoit le pachalik d’Acre à titre viager à condition d’accepter dans les 10 jours la notification de l’accord. Pas de navires de guerre étrangers dans les Détroits en temps de paix.
  - 15 juillet : en France, une nouvelle loi sur les chemins de fer. Elle accorde un prêt de 12,6 millions à la compagnie de chemin de fer de Strasbourg à Bâle et une garantie d’intérêt minimal de 4 % aux actionnaires du chemin de fer Paris-Orléans.

- 16 juillet : France : loi relative à l’établissement de plusieurs lignes de paquebots à vapeur entre la France et l’Amérique.

- 22 juillet : Les libéraux demandent au jeune empereur du Brésil s’il accepterait d’accéder au trône avant sa majorité fixée par la constitution à 18 ans (1843). Il accepte, et se présente le lendemain à l’Assemblée où il est acclamé par la foule. Né au Brésil, dom Pedro II achève la « brésilianisation » du gouvernement.

- 23 juillet : adoption de l'Acte d'Union au Canada.

- 25 juillet : France : Honoré de Balzac attaque violemment Henri de Latouche dans son journal la Revue parisienne.

- 28 juillet : France : place de la Bastille à Paris, inauguration de la colonne de Juillet, le monument à la mémoire des combattants de juillet 1830.

- 29 juillet : début de mobilisation en France en réaction à l’attitude des puissances dans l’affaire d’Orient.

## Naissances
- 6 juillet : Johannes Hermanus Barend Koekkoek, peintre néerlandais († 24 janvier 1912).
- 9 juillet : Rudolf Uffrecht, peintre et sculpteur allemand († 13 novembre 1906).
- 28 juillet :
  - Edward Drinker Cope (mort en 1897), paléontologue et anatomiste américain.
  - George Burritt Sennett (mort en 1900), ornithologue américain.

## Décès
- 23 juillet : Carl Blechen, peintre allemand (° 29 juillet 1798).
- 28 juillet : Lord Durham (tuberculose), cinq jours après la sanction royale de l’Acte d’Union.